# کریستین ابرسول
کریستین ابرسول (انگلیسی: Christine Ebersole؛ زادهٔ ۲۱ فوریهٔ ۱۹۵۳) یک هنرپیشه و خواننده اهل ایالات متحده آمریکا است.
از فیلم‌ها یا برنامه‌های تلویزیونی که وی در آن نقش داشته‌است می‌توان به آمادئوس، عروسی بزرگ، اموتیکون ;) و مایه ننگ اشاره کرد.